# Ancylonotopsis duffyi
Ancylonotopsis duffyi är en skalbaggsart som beskrevs av Stefan von Breuning 1958. Ancylonotopsis duffyi ingår i släktet Ancylonotopsis och familjen långhorningar. Inga underarter finns listade i Catalogue of Life.